# Salvelinus lonsdalii
Salvelinus lonsdalii är en fiskart som beskrevs av Regan, 1909. Salvelinus lonsdalii ingår i släktet Salvelinus och familjen laxfiskar. Inga underarter finns listade i Catalogue of Life.
Denna fisk förekommer endemisk i sjö Hawes Water i norra England och kanske i de angränsande floderna Highwater och Lowwater. Sjön bildades 1929 genom en dammbyggnad. Året 1992 bildade storskarv (Phalacrocorax carbo) en koloni vid sjön. Det befaras att fågeln äter flera exemplar av Salvelinus lonsdalii. Ifall fisken kan gömma sig i sjöns djupa delar är hotet mindre allvarlig. IUCN kategoriserar arten fortfarande som akut hotad.